# アウグスト・カール・ヨーゼフ・コルダ

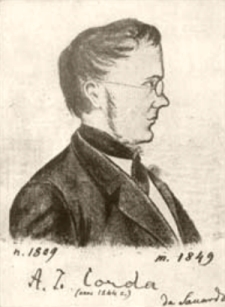
自画像

アウグスト・カール・ヨーゼフ・コルダ（August Carl Joseph Corda、1809年10月22日 – 1849年）はチェコの医師、菌類学者である。

## 略歴
ライヘンベック（現在はチェコのリベレツ）の繊維商の息子に生まれた。両親はコルダが生まれた後、まもなく没した。祖母に育てられるが1919年に祖母も死に、孤児院で育った後、プラハの叔父の世話を受けた。プラハで初頭教育を受けた後1824年に専門学校に入り、薬学を学んだ。
1827年に専門学校を卒業した後、プラハでしばらく薬局で働いた後、プラハ大学に医学を学ぶために入学した。コレラの流行が起こり、プラハの病院の医療助手として働いた。その後、ロキツァニやライヒシュタット（現在のZákupy）、ニーメス（現在のMimoň）、ツヴィッカウなどでコレラの治療に従事した。1832年に治療行為に疲れ、医師を辞めた。
ベルリンを訪れ、親しくなったの植物学者の、クルト・シュプレンゲルや、当時の高名な博物学者たち、アレクサンダー・フォン・フンボルト、カール・ジギスムント・クント、ヨハン・ホルケル、マルティン・ハインリヒ・リヒテンシュタインらと6週間ほど交流し、植物学の研究に専念することになった。プラハに戻った後、1835年からプラハの博物館の創立者のカシュパル・マリア・シュテルンベルクと知り合い博物館の学芸員として働いた。
「これまで知られている菌類の図譜」（"Icones fungorum hucusque cognitoru"m）6巻や"Prachtflora europäischer Schimmelbildungen"などの菌類に関する著作を行い、真菌の胞子のサイズを記述した最初の菌類学者とされる。
1847年にアメリカ合衆国に渡り、テキサスで調査を行い、カリブを航海中の船中で行方不明となり、死亡したとされる。